# Italo-albanische Kirche
Die italo-albanische Kirche, früher italo-griechische Kirche genannt, ist ein Verband aus drei Jurisdiktionsbezirken der römisch-katholischen Kirche in Italien, ihr offizieller Name lautet Chiesa bizantina cattolica in Italia. Diese unterscheiden sich von den übrigen katholischen Jurisdiktionsbezirken in Italien dadurch, dass in ihnen die Liturgie nach byzantinischem Ritus gefeiert wird und als Liturgiesprache vorwiegend die griechische und die albanische Sprache verwendet werden.

## Organisation

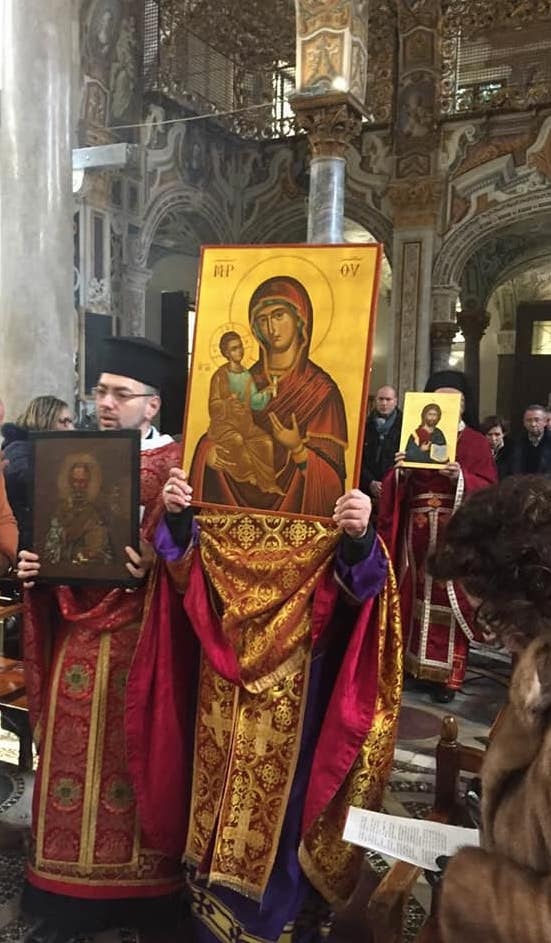
Gottesdienst in San Nicolò dei Greci in Palermo

Die italo-albanische Kirche besteht aus zwei italo-albanischen Bistümern (Eparchien) und einer italo-griechischen Territorialabtei:
- die Eparchie Lungro in der Kirchenregion Kalabrien und
- die Eparchie Piana degli Albanesi in der Kirchenregion Sizilien.
- die Territorialabtei Santa Maria di Grottaferrata südlich von Rom in der Kirchenregion Latium,

Diese Jurisdiktionsbezirke sind jeweils der Kirchenregion Toskana, Kalabrien beziehungsweise Sizilien zugeordnet, in der sie sich befinden. Sie sind jedoch keiner Kirchenprovinz untergeordnet, sondern immediat, d. h. direkt dem Heiligen Stuhl unterstellt. Untereinander bilden sie einen eigenen Konferenzverband. Die Eparchen (Bischöfe) von Lungro und Piana degli Albanese und der Archimandrit (Abt) von Grottaferrata gehören jedoch auch der Italienischen Bischofskonferenz und der Bischofskonferenz ihrer jeweiligen Kirchenregion an.
Die italo-albanische Kirche ist ein integraler Bestandteil der römisch-katholischen Kirche. Das Kloster Santa Maria di Grottaferrata war bereits vor dem morgenländischen Schisma dem Papst in Rom unterstellt und blieb es auch danach. Die nach Italien eingewanderten Albaner nahmen die Communio mit dem römischen Papst auf, ohne dass es jemals zum förmlichen Abschluss einer Union gekommen ist. Die beiden italo-albanischen Bistümer wurden im 20. Jahrhundert von Rom errichtet.
In Italien gibt es heute 98.000 Katholiken des byzantinischen Ritus. Sie folgen dem gregorianischen Kalender, und neben Griechisch sind heute auch Albanisch und Italienisch Liturgiesprachen.

## Geschichte
Der älteste Bestandteil der italo-albanischen Kirche ist das Kloster Santa Maria di Grottaferrata. Es wurde 1004 durch Nilus von Rossano gegründet, einen Griechen aus dem damals byzantinischen Kalabrien. Nach der Kirchentrennung ab dem 11. Jahrhundert blieb das Kloster dem Papst unterstellt, hielt aber an der Feier der Liturgie im Byzantinischen Ritus fest.
Die albanischen Gemeinden des byzantinischen Ritus entstanden, als sich Ende des 15. Jahrhunderts rund 40.000 albanische Glaubensflüchtlinge in Italien niederließen. Sie waren vor der osmanischen Eroberung aus Epirus und Südalbanien geflohen und erhielten Plätze in dünn besiedelten Regionen in Süditalien und Sizilien, wo sie ihre eigenen Gemeinden gründeten. Dort bilden sie die Volksgruppe der Arbëresh, deren Angehörige noch heute Albanisch sprechen. Auch ihre kirchlichen Gebräuche konnten die Albaner in der neuen Heimat beibehalten.
Die Griechen, die von den antiken Kolonisten abstammten bzw. im Zuge der byzantinischen Eroberung Süditaliens und Siziliens unter Justinian I. im 6. Jahrhundert dort siedelten und im Mittelalter noch sehr zahlreich vorhanden waren, erhielten aus Epirus weniger Zuzug. Sie sind daher mittlerweile fast ganz assimiliert und, was das kirchliche Leben betrifft, latinisiert.
Zunächst waren die Pfarrgemeinden des byzantinischen Ritus den lateinischen Ortsbischöfen unterstellt. Gelegentlich wurde ein Titularbischof des griechischen Ritus zur Betreuung der Albaner ernannt.
Papst Benedikt XIV. regelte durch seine im Jahre 1742 erlassene Bulle Pastoralis etsi die Verhältnisse der Christen des byzantinischen Ritus in Italien neu. Die römische Kirche legte schon damals Wert auf den Erhalt der griechisch-albanischen Gemeinden, eine Latinisierung der Riten war nicht gewollt. Die eigenen kirchlichen Traditionen der albanischen Minderheit in Süditalien haben wesentlich zum Erhalt ihrer Identität, Sprache und Kultur beigetragen. Es gibt aber auch einige wenige albanischsprachige Pfarreien, die im Laufe der Jahrhunderte zum römischen Ritus übergegangen sind.
1919 erhielten die albanischen Gemeinden des byzantinischen Ritus mit der Gründung der Eparchie Lungro ein eigenes Bistum, zu dem heute 27 Gemeinden gehören. 1937 wurde als zweite Diözese die Eparchie Piana degli Albanesi auf Sizilien mit 15 Gemeinden errichtet.
Im Jahr 1940 hielten die drei Jurisdiktionsbezirke der italo-albanischen Kirche in der Basilika von Grottaferrata ihre erste gemeinsame Synode ab, die zweite folgte 2004 am selben Ort.
Ursprünglich wurden die Katholiken des byzantinischen Ritus wegen ihrer griechischen Liturgiesprache als Italo-Griechen bezeichnet, heutzutage ist die Bezeichnung Italo-Albaner üblich, da die meisten dieser Christen albanische Wurzeln haben.
Die Italo-Greek Orthodox Archdiocese of the Americas and Canada hat nichts mit der italo-albanischen Kirche zu tun.